# Paden Island
Paden Island è un'isola fluviale della contea di Wetzel, nello stato americano della Virginia Occidentale. È situata nel fiume Ohio, fra Sardis e Paden City. Fa parte del parco nazionale Ohio River Islands National Wildlife Refuge.